# Stazione di Derby (Regno Unito)
La stazione di Derby (in inglese Derby railway station) è la principale stazione ferroviaria di Derby, in Inghilterra, Regno Unito. È controllata dalla Network Rail e gestita dalla East Midlands Trains, usata anche da CrossCountry e altri servizi inglesi.
Situata a 200 km, a nord della stazione di St. Pancreas a Londra, sorge vicino le rive del fiume Derwent.

## Storia
Nasce nel 1839, e presto diventa una delle più grandi stazioni dell'Inghilterra. Al contrario del solito era gestita da più di una compagnia.
Nel 1990, dopo anni di servizio alla stazione, chiudono la Derby Railway Works e la Divisione Ricerca della Railway Technical Centre.

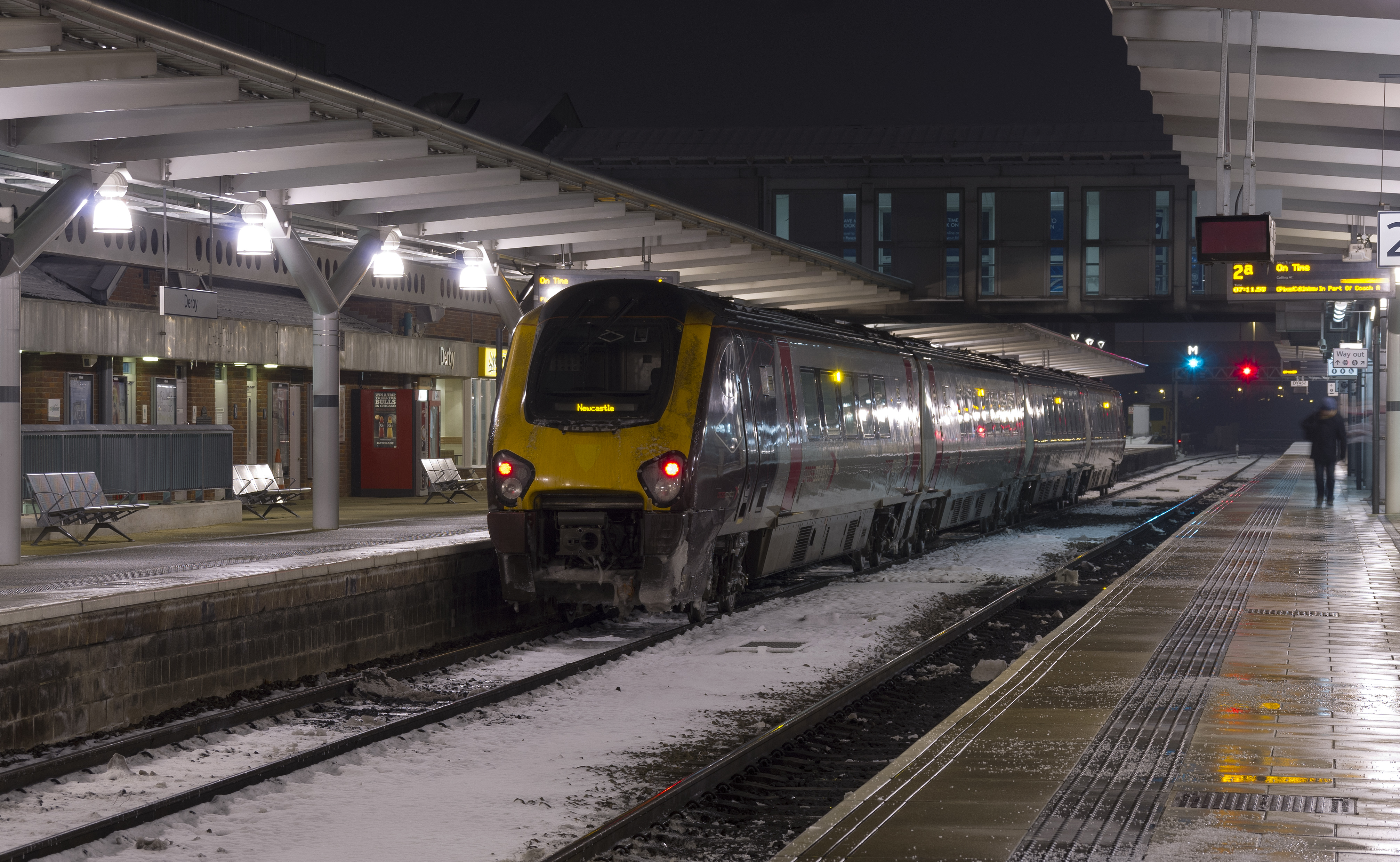
Il CrossCountry classe 220 "Voyager" DEMU 220013 diretto a Newcastle di mattina presto alla stazione di Derby.

La stazione è anche un interscambio tra la linea principale Midland.

## Note

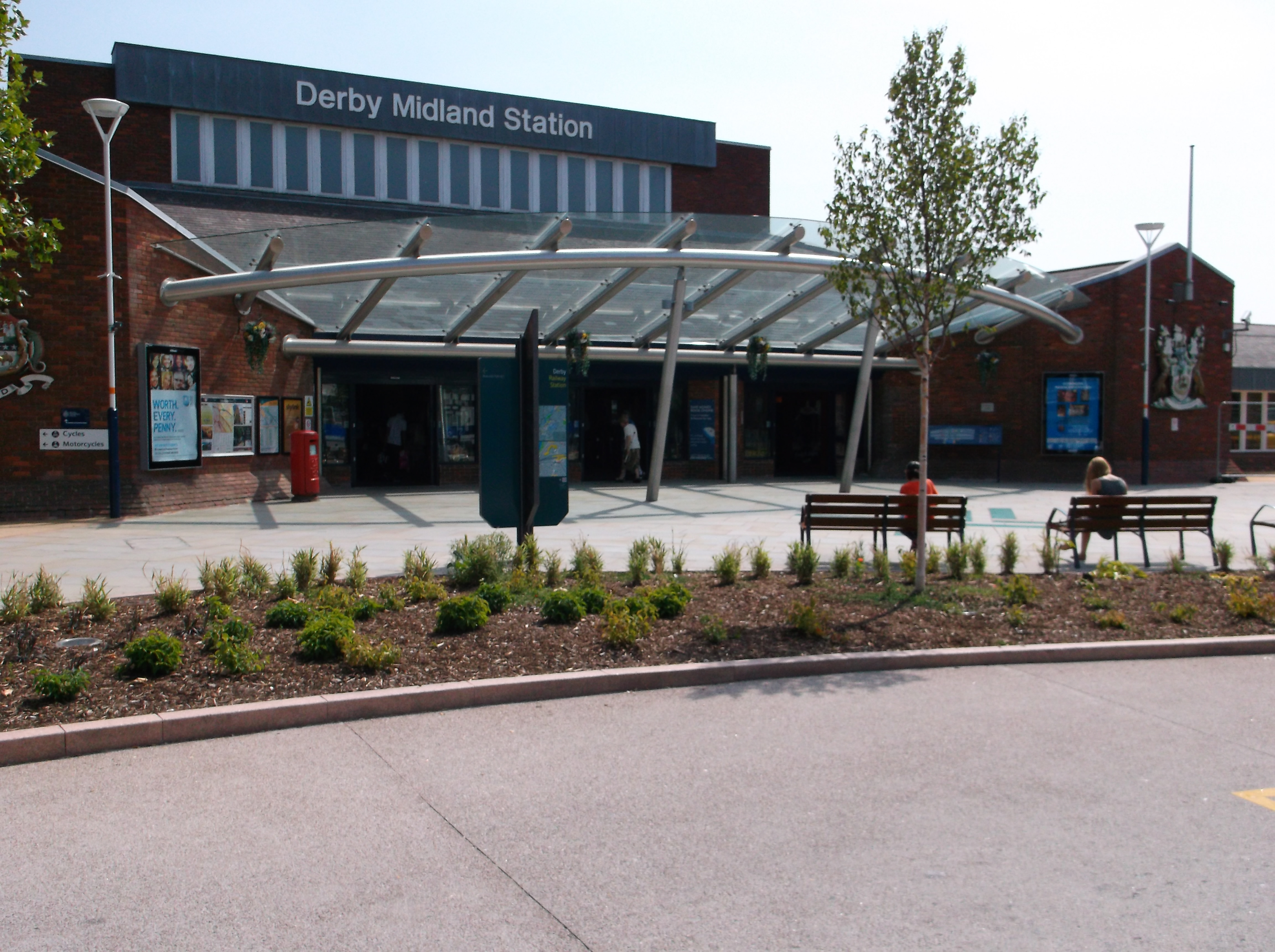
La stazione ferroviaria di Derby vista dall'esterno.